# 五库镇
五库镇，原为五库乡，是中华人民共和国甘肃省陇南市武都区下辖的一个乡镇级行政单位。2018年3月撤乡设镇。区划代码改为621202124 。

## 行政区划
五库镇下辖以下地区：
安家坝村、年家沟村、王坝村、张家坝村、土地沟村、上高家坝村、下高家坝村、袁家坝村、蒋家山村、魏家坝村、草山里村、佛殿坝村、能干村、沙坝村、党家里村和靳家山村。